# Eugagrella abdominalis
Eugagrella abdominalis is een hooiwagen uit de familie Sclerosomatidae.